# 土佐女子中学校・高等学校
土佐女子中学校・高等学校（とさじょしちゅうがっこう・こうとうがっこう）は、高知県高知市に所在する私立中学校・高等学校。

## 沿革
- 1902年（明治35年） - 私立高知女学校設立。
- 1902年（明治35年） - 成女学舎と合併、私立土佐女学校と改称。
- 1903年（明治36年） - 高知共立学校と合同。
- 1904年（明治37年） - 私立土佐高等女学校設立。
- 1910年（明治43年） - 補習科を設置。
- 1926年（大正15年） - 土佐高等女学校と改称。
- 1936年（昭和11年） - 家庭科付設。
- 1941年（昭和16年） - 家庭科廃止。補習科再置。
- 1947年（昭和22年） - 補習科廃止。
- 1948年（昭和23年） - 学制改革により、土佐第一高等学校、土佐第一中学校と改める。
- 1951年（昭和26年） - 土佐女子高等学校、土佐女子中学校と改称。学校法人土佐女子高等学校設立許可。
- 1990年（平成2年） - 学校法人土佐女子学園に変更。

## 著名な出身者
- メアリー・キヨシ・キヨオカ
- 児島明子 - ミス・ユニバース1959、宝田明の元妻、児島未散の母（中学校のみ）
- 嶋内よし子 - 卓球選手
- 池知晶代 - 元女子バレーボール選手
- 西原理恵子 - 漫画家（中退）
- くさなぎゆうぎ - 漫画家、イラストレーター
- 竹村真奈 - 編集者
- 畠山園佳 - 元テレビ高知アナウンサー
- 上杉桜子 - 元岡山放送アナウンサー
- 岡本采子 - さくらんぼテレビジョンアナウンサー
- 松田京子 - フリーアナウンサー
- 辻史子 - フリーアナウンサー
- 宮本葉月 - 2020年東京オリンピック飛び込み日本代表選手

## 制服
- 冬服 - セーラー服
- 夏服 - セーラー服

大小二本の親子線と言われるラインが襟と袖に入っている。小さな線を大きな線が包む親子線は、母親の子どもに対する愛情を表現したものである。
ネクタイ止めは赤でJuniorと刺繍されているものが中学、白でSeniorと刺繍されているものが高校である。